# 성적 이형성

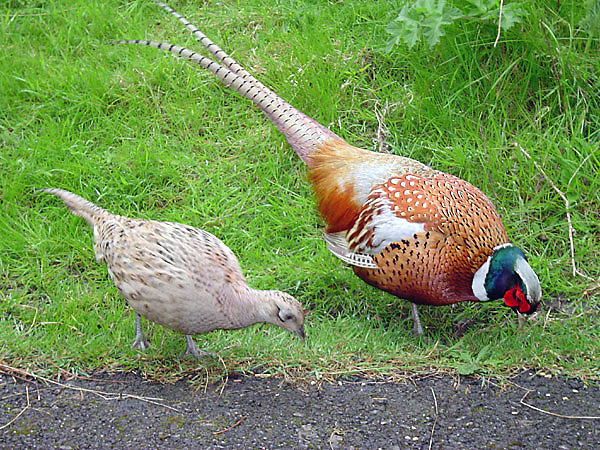
두 성 사이에서 색깔과 크기의 극적인 차이를 보이는 꿩. 까투리(암컷, 왼쪽)와 장끼(수컷, 오른쪽)

성적 이형성(sexual dimorphism)은 같은 종의 두 성이 생식기 이외의 다른 부분에서도 다른 특징을 보이는 상태이다. 수컷과 암컷을 겉모습만으로 쉽게 구별할 수 있는 이러한 상태는 다수의 동물과 일부 식물에서 나타난다. 
성적 이형성에 따른 차이는 2차 성징, 크기, 색깔, 무늬를 포함할 수 있으며, 때로는 행동 차이도 포함한다. 이런 차이는 때로는 눈에 띄게 두드러지고, 일반적으로 수컷에서 더 명확하게 나타난다. 수사자는 갈기가 있고, 수사슴은 대부분 큰 뿔이 돋아나며, 수공작은 커다랗고 화려한 꽁지 깃털을 자랑한다. 그러나 암컷에게서 성적 이형성이 발달하는 경우도 있다. 지느러미발도요는 암컷이 몸집이 더 크고, 짝짓기 깃털 색깔도 밝다. 이형성의 반대는 단형성(monomorphism)이다. 
찰스 다윈에 따르면, 성적 이형성은 성선택에 영향을 준다. 각 개체가 성공적으로 짝을 찾아 번식하는 데 도움을 줄 수 있기 때문이다.  

## 개요

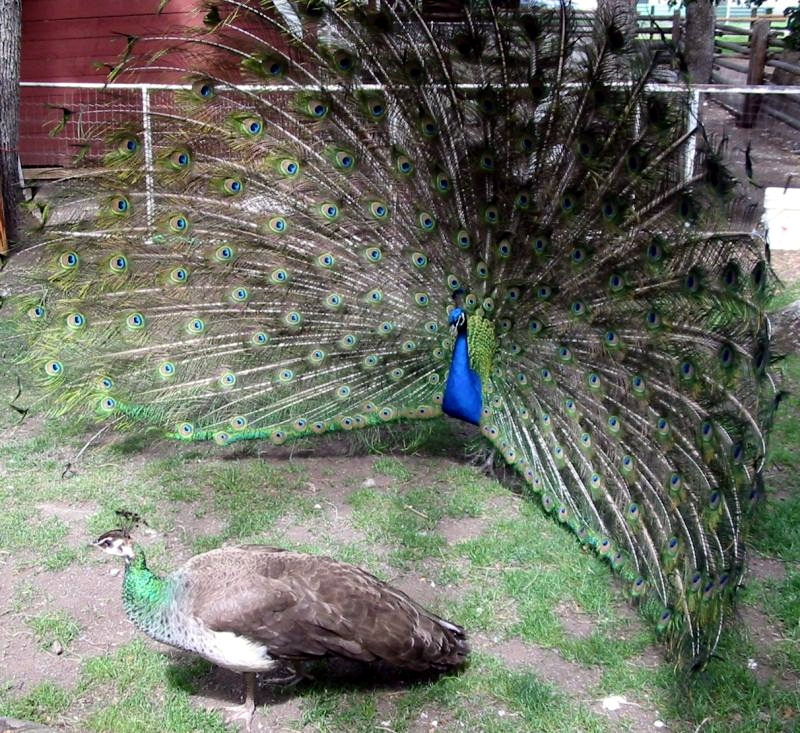
오른쪽의 수컷 공작이 왼쪽의 암컷 공작에게 구애하고 있다.

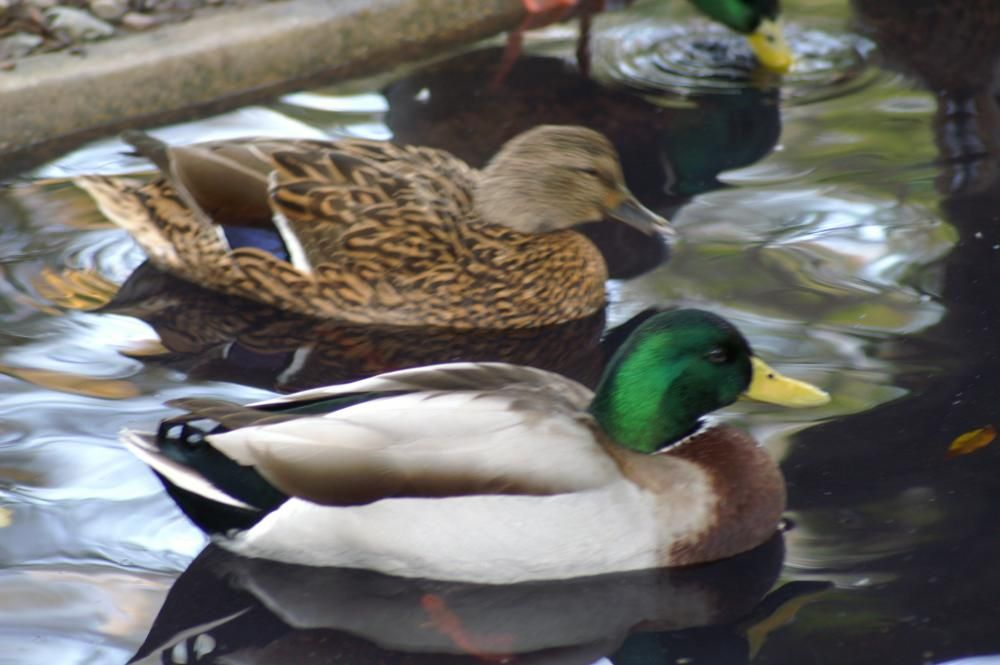
수컷 (아래) 청둥오리와 암컷 청둥오리. 번식기에 수컷 청둥오리는 뚜렷한 초록색 머리를 가진다.

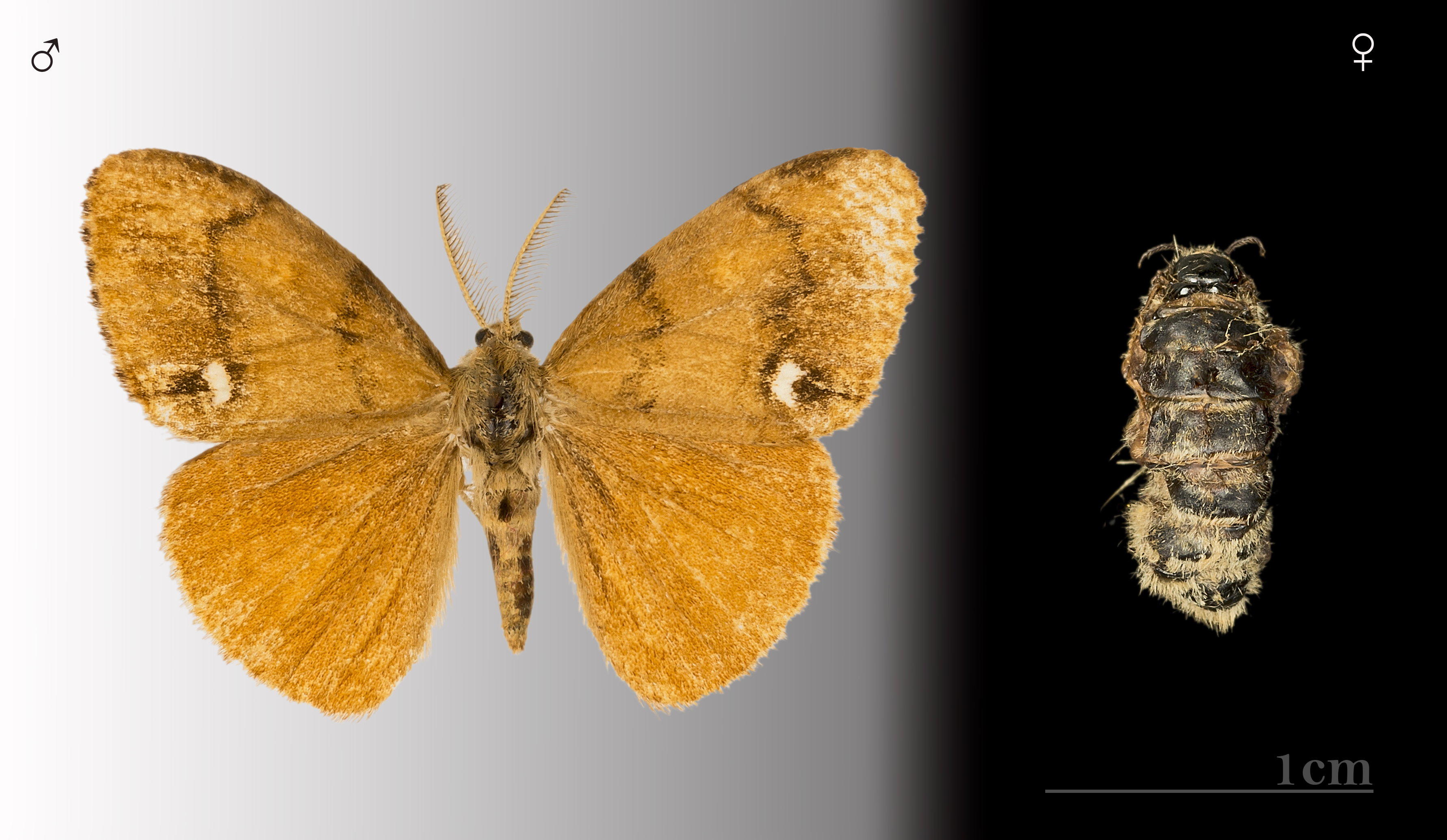
낡은무늬독나방(Orgyia antiqua) 수컷(왼쪽)과 암컷(오른쪽).

### 장식과 색조
언제나 뚜렷한 것은 아니지만 일반적이고 쉽게 식별되는 이형성의 형태는 장식과 색이다. 어떤 종에서 두 성의 색깔에서 나타나는 차이를 성적 이색성(dichromatism)이라 하며,  조류와 파충류의 다수 종에서 관찰된다.
성 선택은 배우자를 위한 경쟁에서 주로 사용되는 과장된 이형적 특징을 야기한다. 장식에는 복잡한 진화적 함의가 담겨 있으나, 장식 결과로 향상된 적응도는 그것을 생산하거나 유지하는 비용을 상쇄한다.
공작은 이 원리의 예를 잘 보여 준다. 수컷 공작의 사치스럽게 장식된 꼬리덮깃은 암컷 공작을 유혹한다. 수컷 공작은 밝은 깃털에 긴 꼬리덮깃을 갖춘 반면, 암컷 공작은 수수한 갈색 깃털이다. 이 때문에 언뜻 보면 수컷 공작과 암컷 공작이 다른 종이라고 착각할 수도 있다. 수컷 공작의 깃털은 비행할 때 장애가 되고 일반적으로 눈에 띄게 만들기 때문에 포식자에 대한 취약성을 높인다.
푸른박새도 성적 이형성을 잘 보여준다. 수컷 푸른박새는 암컷보다 노란색을 띤다. 이 색깔은 초록색 인시류 애벌레의 섭취에서 획득되는 것으로 생각된다. 인시류 애벌레는 다량의 카르티노이드 루테인과 제아잔틴을 함유하고 있는데, 이 물질이 몸에 쌓이면 인간이 볼 수 없는 적외선 스펙트럼에서 성적으로 이형의 색이 나타난다. 수컷 푸른박새의 깃털은 인간에게는 노란색으로 보이지만, 암컷 박새한테는 보라색으로 보이는 것이다. 수컷의 깃털 색깔은 부모 능력을 보여주는 지표일 것으로 추측된다. 카로티노이드가 함유된 먹이를 얻는 데 얼마나 능숙한지를 알려주기 때문이다. 꼬리 및 가 깃털과 건강 상태 사이에도 긍정적인 연관 관계가 있다. 카로티노이드는 많은 동물의 면역계에서 중요한 역할을 담당하므로, 카르티노이드에 의존하는 신호는 건강을 암시할 수 있기 때문이다.개구리 또한 이 원리의 또 다른 예시를 보여 준다. 개구리 종에서 나타나는 이색성은 두 가지가 있다. ontogenetic 개구리가 더 일반적이며, 수컷 또는 암컷에서 영속적 색 변화가 나타난다. 르시외르 개구리(Litoria lesueuri)는 번식기 동안 수컷에서 일시적으로 색 변화가 나타나는 dynamic 개구리의 예이다. Hyperolius ocellatus는  암컷과 숫컷의 색과 무늬에서 극적인 차이가 나타나는 ontogenetic 개구리다. 성적으로 성숙하면서 수컷 개구리는 배면의 흰색 선과 함께 밝은 초록색을 띤다. 반면에 암컷 개구리는 작은 점과 함께 붉은색부터 은색까지 색을 띤다. 수컷에서 나타나는 밝은 색깔은 암컷을 유혹하고 잠재적 포식자에게는 경계색의 역할을 한다.
암컷은 종종 배우자 선택에서 수컷의 과장된 2차 성징에 대한 선호를 보인다. 섹시한 아들 가설은 암컷은 흐릿한 색을 가진 수컷보다 더욱 화려한 수컷을 선호해서 선택한다고 설명한다.

### 생리적 분화
레드립 블레니(Ophioblennius atlanticus)는 수컷만 항문-비뇨기 부분에 항균성 물질을 분비하는 기관을 발달시킨다. 알을 돌보는 동안 수컷 물고기는 항문-비뇨기 부분을 서식처 안쪽 표면에 문질러 어린 물고기에게 가장 흔한 죽음의 원인인 세균 감염으로부터 알을 보호한다.

## 같이 보기
- 인간의 성차
- 자웅모자이크